# Paraceryx aroa
Paraceryx aroa là một loài bướm đêm thuộc phân họ Arctiinae, họ Erebidae.